# Henryk Jankowski (filozof)

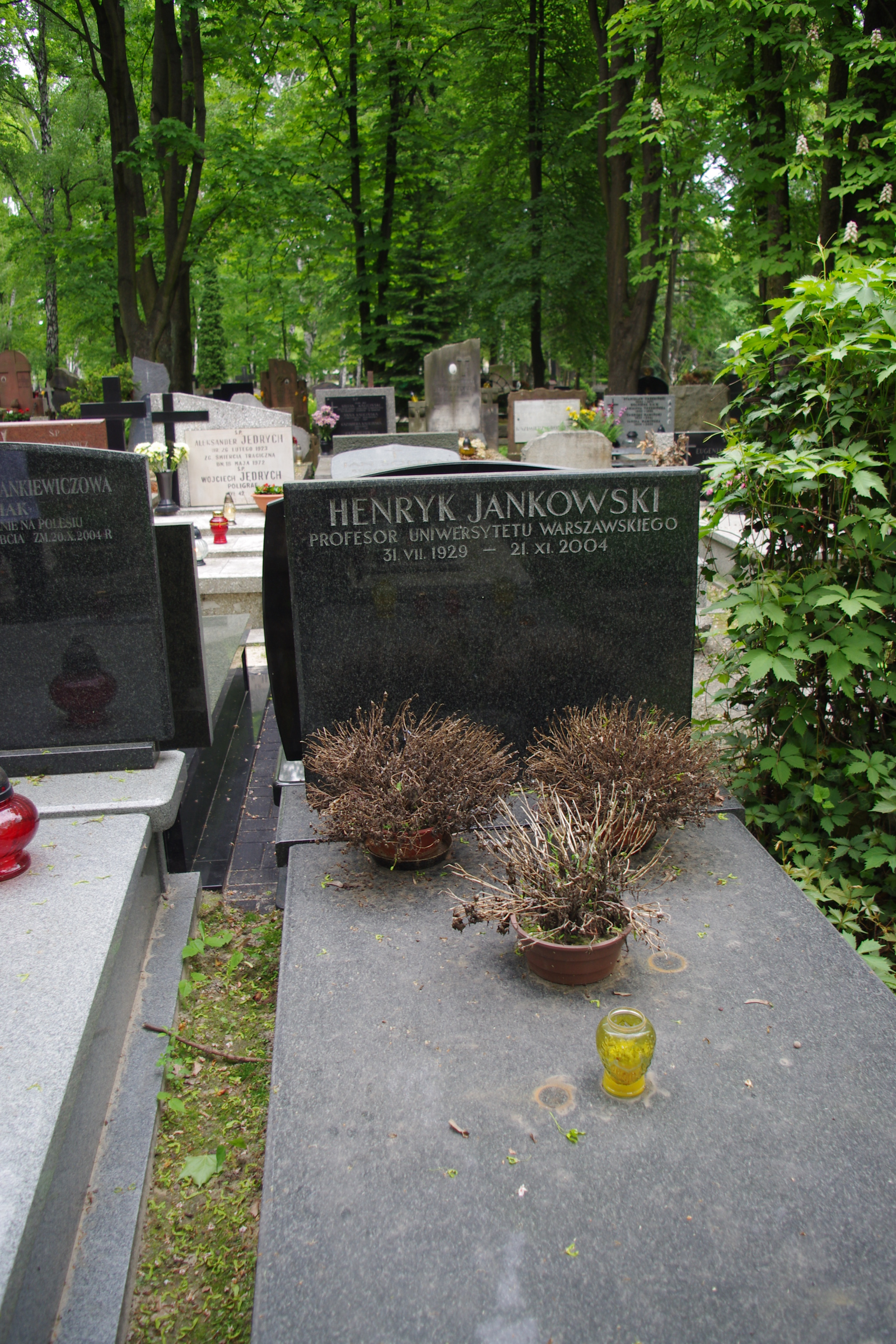
Grób filozofa i etyka Henryka Jankowskiego na Wojskowych Powązkach w Warszawie

Henryk Jankowski (ur. 31 lipca 1929 w Nieświeżu, zm. 21 listopada 2004) – polski filozof i etyk.

## Życiorys
W okresie okupacji należał do Szarych Szeregów, po wojnie do organizacji młodzieżowych (Związek Młodzieży Wiejskiej „Wici”, Związek Młodzieży Polskiej). Ukończył studia na dwóch wydziałach Uniwersytetu Warszawskiego – prawo (1953) i filozofię (1955). Od 1953 był przez wiele lat pracownikiem UW, m.in. dyrektorem Instytutu Filozofii (1968). W 1962 obronił pracę doktorską Filozofia Ludwika Feuerbacha, w 1967 habilitował się (praca Prawo i moralność). Od 1973 był profesorem nadzwyczajnym, od 1986 profesorem zwyczajnym. W 1981 był krótko prodziekanem Wydziału Filozofii i Socjologii UW. W latach 1987–1993 dziekan Wydziału Filozofii i Socjologii UW.
Od 1966 wchodził w skład kolegium redakcyjnego pisma „Etyka”, a w latach 1968–1992 był jego redaktorem naczelnym. Współpracował z Telewizją Polską. W latach 1949–1990 należał do PZPR. Pochowany na Cmentarzu Wojskowym na Powązkach w Warszawie (kwatera B17-6-12).

## Główne publikacje
- Drogowskazy (1962)
- Etyka Ludwika Feuerbacha (1963)
- Szkice z etyki (1966)
- Prawo i moralność (1967)
- Wolność i moralność (1970)
- Etyka marksizmu a praktyka (1982)
- artykuły na łamach „Po Prostu”, „Od Nowa”, „Argumentów”, „Trybuny Ludu"

### Redakcja naukowa prac zbiorowych
- Etyka, Państwowe Wydawnictwo Naukowe, Warszawa 19793, ss. 420, ISBN 83-01-00109-7.

## Wybrane odznaczenia i nagrody
- Nagroda Przewodniczącego Komitetu ds. Radia i Telewizji
- Nagroda „Trybuny Ludu” (1974)[3].
- Krzyż Kawalerski Orderu Odrodzenia Polski
- Złoty Krzyż Zasługi
- Medal Komisji Edukacji Narodowej
- Tytuł honorowy Zasłużony Nauczyciel PRL